# Hydrelia latsaria
Hydrelia latsaria là một loài bướm đêm trong họ Geometridae.